# 巴扎利伊夫卡
49°49′48″N 36°59′45″E / 49.83000°N 36.99583°E
巴扎利伊夫卡（烏克蘭語：Базаліївка）是位於烏克蘭東部的村莊，由哈爾科夫州丘胡伊夫区的奇卡洛夫斯凱市鎮負責管轄。該村處於北頓涅茨河畔，始建於1673年，面積2.37平方公里，海拔高度94米，2001年人口682。